# Onzain
Onzain ist eine Ortschaft und eine Commune déléguée in der französischen Gemeinde Veuzain-sur-Loire mit 3.113 Einwohnern (Stand 1. Januar 2022) im Département Loir-et-Cher in der Region Centre-Val de Loire. Der Ort liegt rechts der Loire inmitten der für ihre Schlösser berühmten Region.

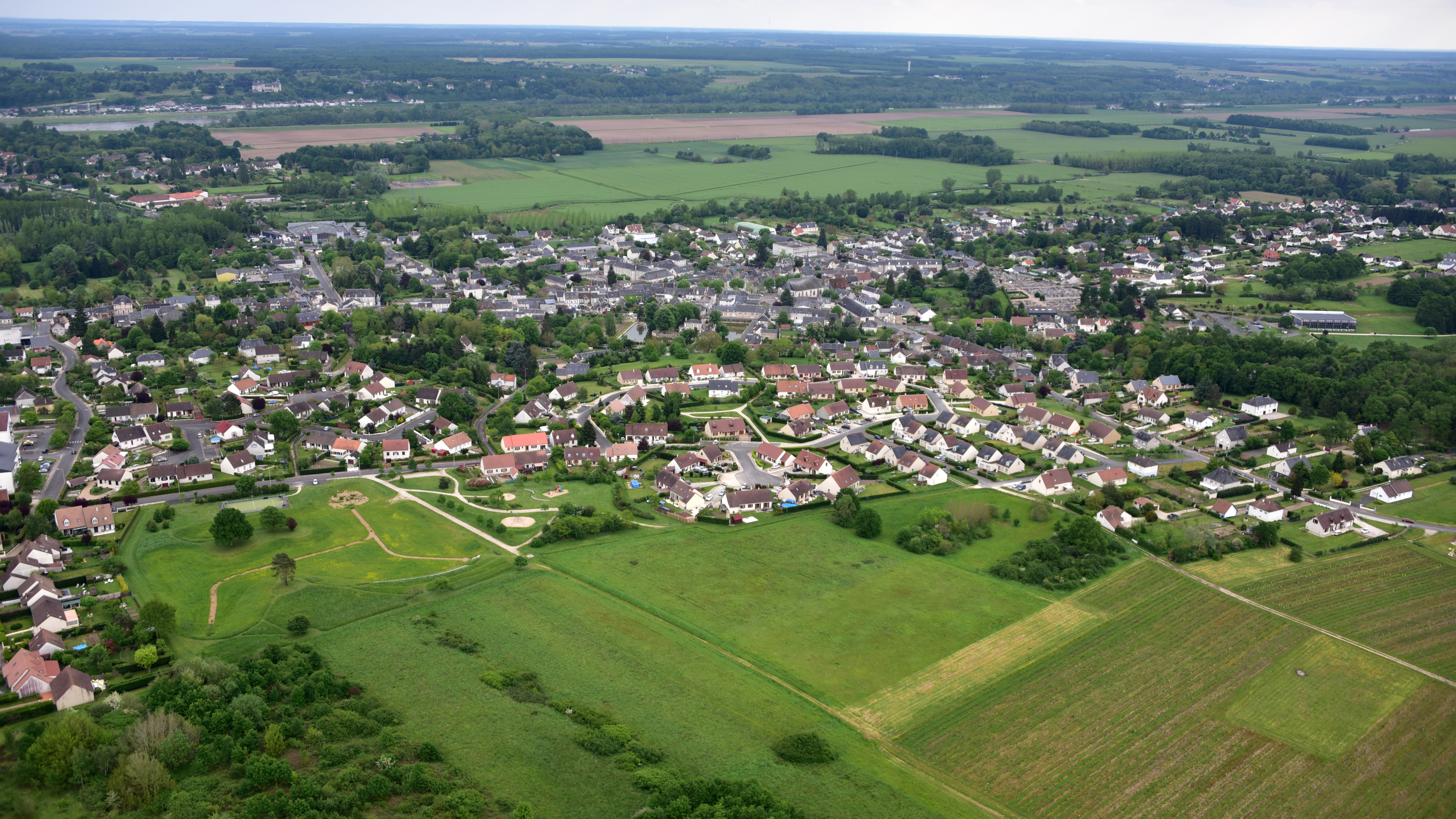
Onzain, Luftaufnahme (2016)

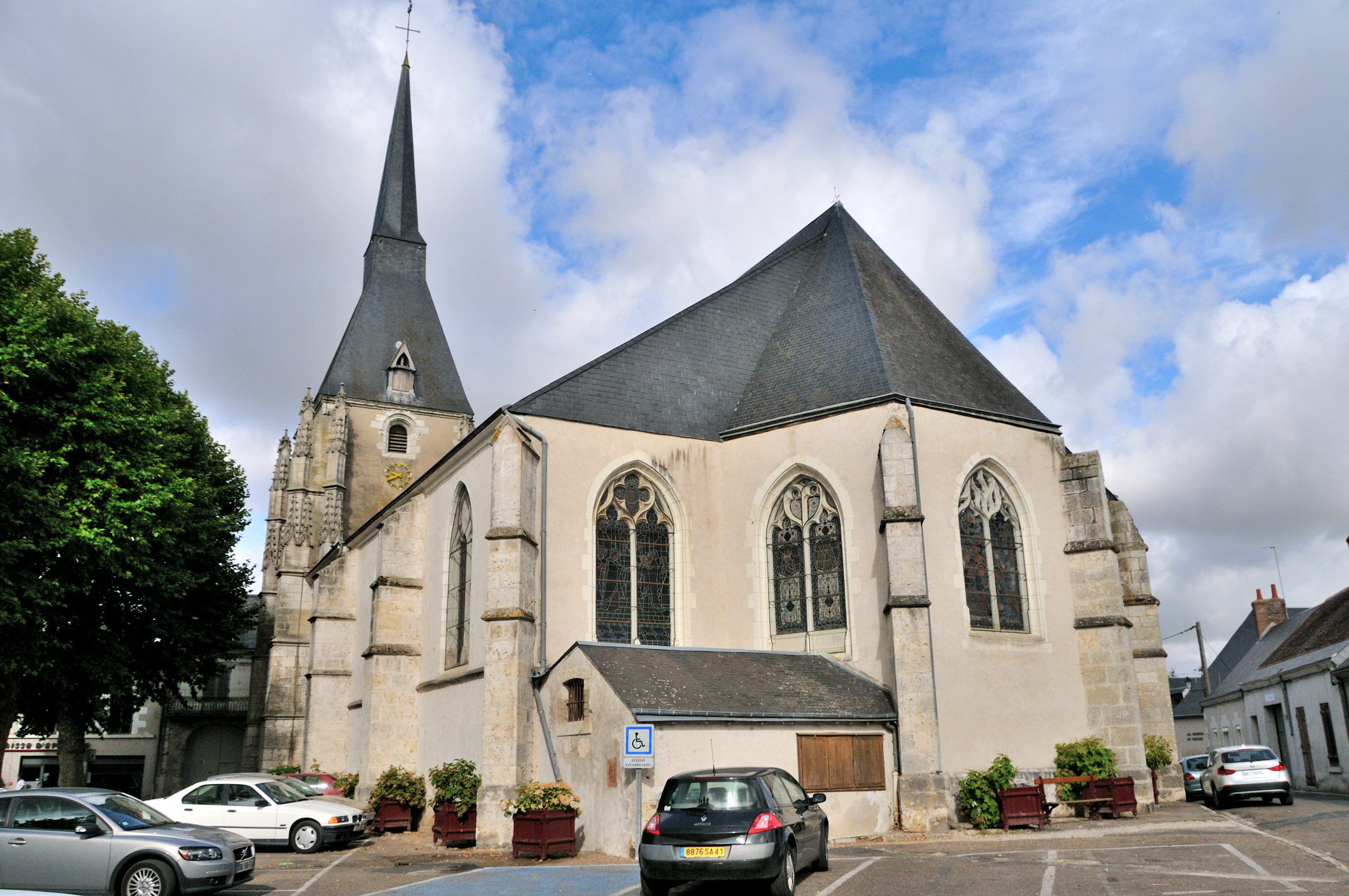
Kirche Saint-Gervais-et-Saint-Protais

## Geschichte
Onzain gehörte im Mittelalter zur Diözese von Chartres. In einem Schriftstück von 1183 ist die Existenz einer von den Grafen von Blois erbauten Burg belegt, die der Verteidigung gegen die Übergriffe der Grafen bzw. Herzöge von Anjou diente. In den Jahren 1358 bis 1380 hielten die Engländer die Region besetzt und zerstörten die Burg. 1381 ließ Hélion de Neillac die durch Heirat an ihn gefallene Festung wieder aufbauen. 1531 ersetzte François II. de La Rochefoucauld nach seiner Verheiratung mit Anne de Polignac, der Erbin des Anwesens, diese Anlage durch einen Neubau. 1816 wurde der Besitz konfisziert und in den folgenden Jahren in Teilen veräußert; die Burg wurde abgerissen und das Baumaterial verkauft (siehe Bande noire). 1469 sollen hier Kardinal Jean de La Balue und 1563 Louis I. de Bourbon, prince de Condé, gefangen gehalten worden sein.
Die Gemeinde Onzain wurde am 1. Januar 2017 mit Veuves zur neuen Gemeinde Veuzain-sur-Loire zusammengeschlossen.

## Bevölkerungsentwicklung
| Jahr                       | 1962 | 1968 | 1975 | 1982 | 1990 | 1999 | 2007 | 2017 |
| Einwohner                  | 1288 | 2715 | 2741 | 2946 | 3080 | 3141 | 3411 | 3296 |
| Quellen: Cassini und INSEE |      |      |      |      |      |      |      |      |

## Sehenswürdigkeiten
- Reste der frühen Burganlage (Motte);
- Restauriertes historisches Gebäude aus dem 15. Jahrhundert;
- „Des Salles“ genannte Festhalle, ein früheres Nebengebäude der Burg;
- Kirche Saint-Gervais-et-Saint-Protais aus dem 15. und 16. Jahrhundert mit sehenswertem Renaissance-Portal an der Südseite; Seitenschiff aus dem 16. Jahrhundert; Chor, flankiert von zwei Kapellen aus dem 15. Jahrhundert; Fenster im Flamboyant-Stil.

## Tourismus und Verkehr
1846 wurde Onzain an das Eisenbahnnetz angeschlossen; der erste Zug hielt am 26. März in der Stadt. Die erste Brücke über die Loire wurde am Sonntag, den 17. Oktober 1858 eingeweiht.
Das Areal, auf dem einst das Schloss stand, hatte 1824 Louis Panckoucke, Verleger und Buchhändler in Paris, erworben. Sein Sohn, Ernest Panckoucke, ließ dann zwischen 1845 und 1865 das heutige Hotel „Domaine des Hauts de Loire“ erbauen. Er war von 1860 bis 1865 Bürgermeister von Onzain. Sein Schwiegersohn, Oscar de Vallée, Beamter des Berufungsgerichtes von Paris und unabsetzbarer Senator, vergrößerte die Anlage noch einmal ganz erheblich, mit Gewächshäusern, Ställen sowie Wohnungen für das Personal.
Unterwegs mit Wohnmobil, Wohnwagen oder Zelt, findet der Urlauber von heute zum Beispiel Unterkunft im nicht weit entfernten „Mesland – Parc du Val de Loire“. Von dort aus bietet Onzain die nächstgelegenen Einkaufsmöglichkeiten, zum anderen gelangt man über die Loire-Brücke nach Chaumont-sur-Loire und damit auf kurzem Weg zu den vielen Loire-Schlössern südlich des Flusses. Als Schnellverbindung in Richtung Blois oder Amboise dient die N152 entlang des Nordufers der Loire.

## Partnerschaften
Partnergemeinden sind Flein in Deutschland und Darley Dale in Derbyshire (Vereinigtes Königreich).